# Leszek Możdżer

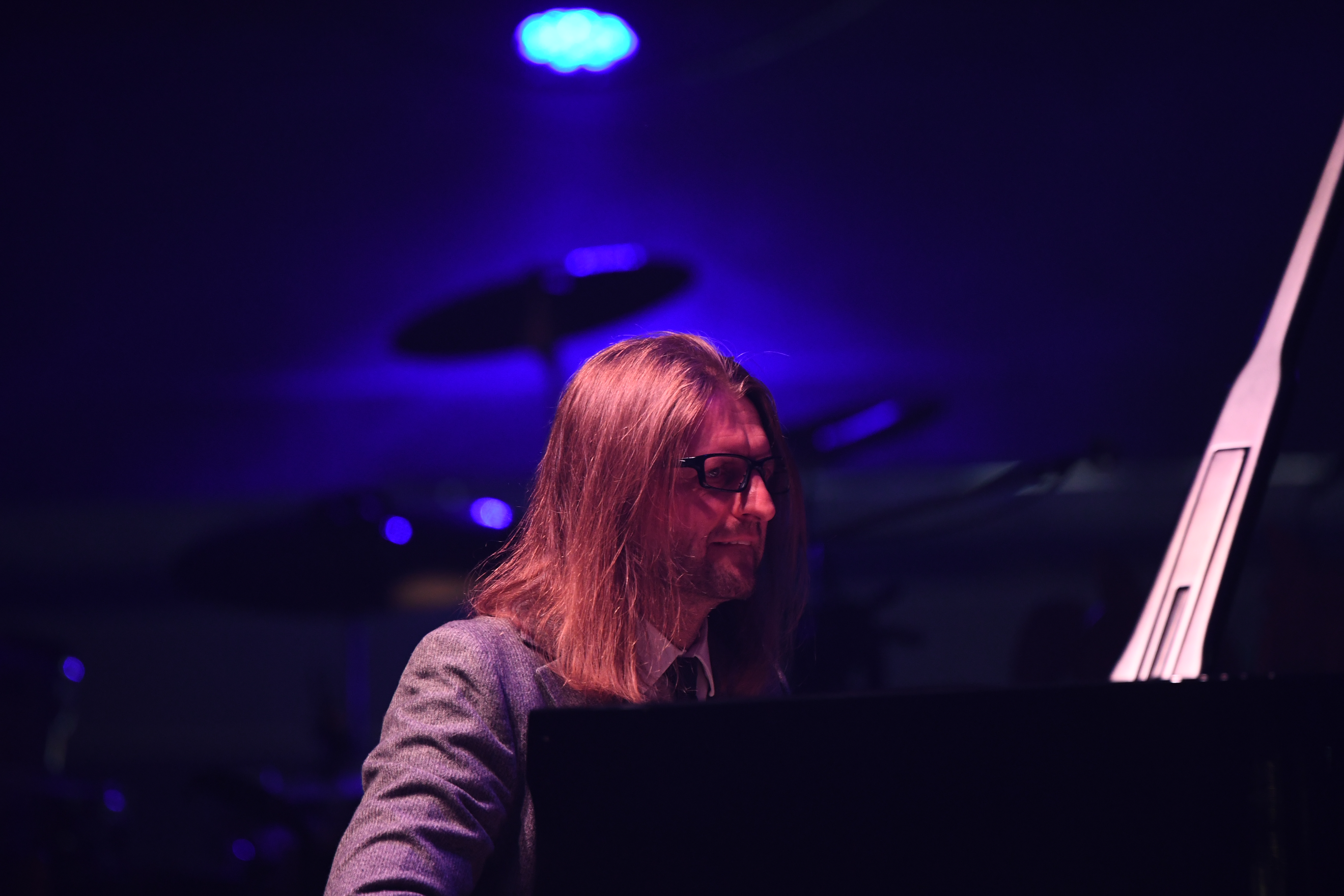
Leszek Możdżer, 2023

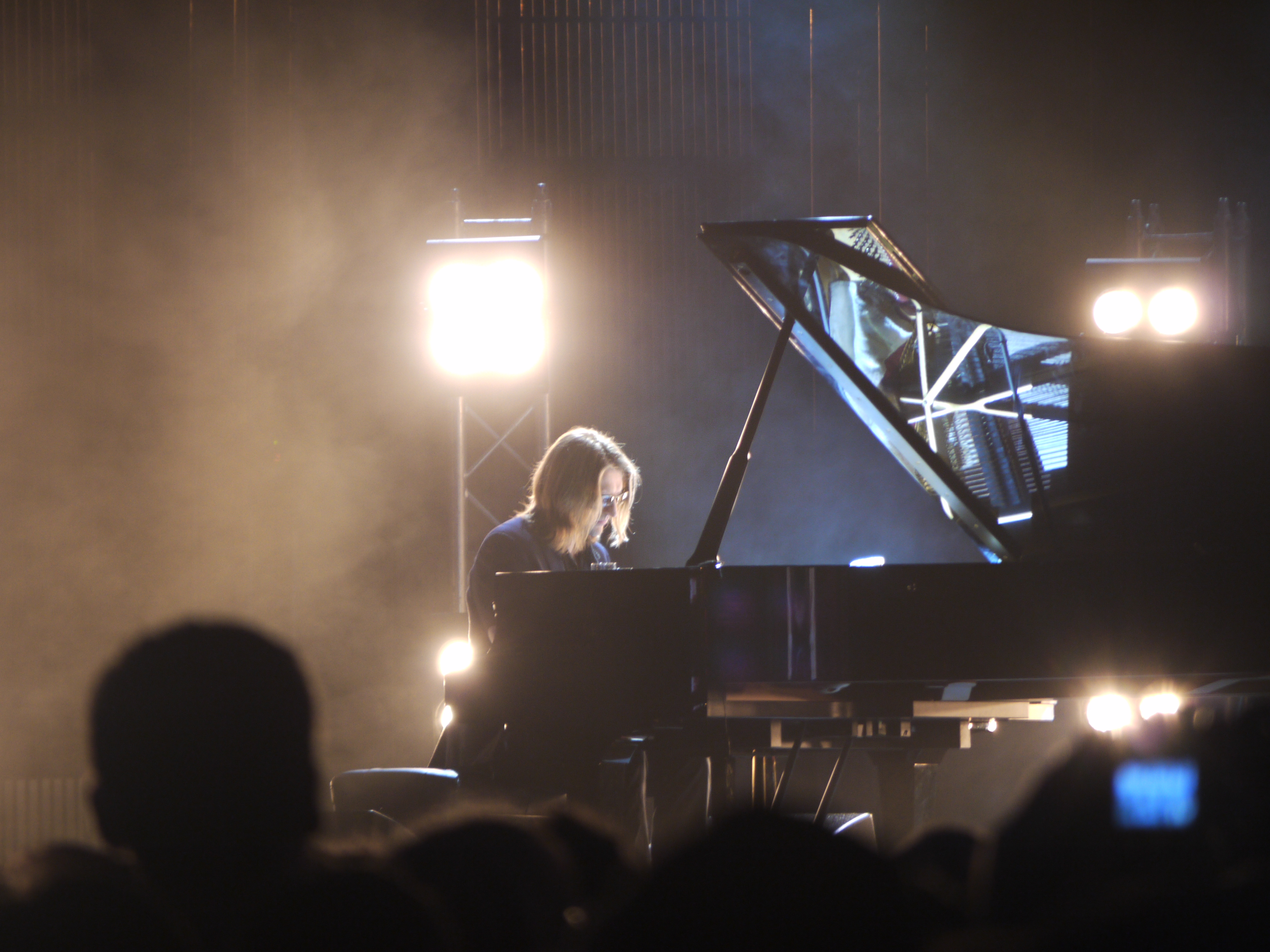
Leszek Możdżer speelt Chopin.

Leszek Możdżer (Lesław Henryk Możdżer, Gdańsk, 23 maart 1971) is een Poolse jazzpianist, componist (ook van filmmuziek) en muziekproducent.

## Levensloop
Możdżer speelt piano sinds hij vijf jaar oud is en studeerde tot 1996 voor pianist in Gdansk. Sinds zijn achttiende houdt hij zich met jazz bezig. In 1992 won hij in Krakau zijn eerste prijs bij het Junior Jazz Festival. Zijn eerste bovenregionale succes had hij als pianist van de Poolse band Miłość met Mikołaj Trzaska. Sinds het midden van de jaren 1990 werd hij door andere jazzmusici uitgenodigd meet te spelen met hun bands op concerten en cd-opnames. Zo speelde hij nationaal met Tomasz Stańko, Michał Urbaniak en Anna Maria Jopek, internationaal met Pat Metheny, Lester Bowie, Arthur Blythe und Archie Shepp. Zijn klassieke opleiding geeft hem de vaardigheid om ook klassieke muziek in zijn jazzimprovisaties en variaties in te bouwen. Zo heeft hij improvisaties gemaakt op melodieën van Frédéric Chopin. Daarnaast componeert hij muziek voor theater en film.
Sinds Możdżer in 2003 bij een concert in Warschau bassist en bandleider Lars Danielsson tegenkwam, hebben zij continu samen projecten opgezet. Dit leverde onder andere vier albums op. De twee in Polen uitgebrachte cd's met de Israëlische percussionist Zohar Fresco bereikte de status van dubbel-platina.
In 2016 werkt Możdżer samen met het Nederlandse gezelschap HollandBaroque voor een serie van drie concerten in Nederland en een concert in Hongarije. Voor deze samenwerking krijgt Możdżer de vrije hand bij het schrijven van muziek voor deze samenwerking. Een andere bijzonder detail over zijn werkwijze: Hij wil zijn eigen vleugel gebruiken bij de optredens en die is gestemd op de bijzondere toonhoogte van 430 hertz (440 is gebruikelijk).

## Discografie
- 1992 – Miłość
- 1994 – Chopin-impresje
- 1995 – Not Two Miłość & Lester Bowie
- 1996 – Live in Holy City met Michał Urbaniak
- 1996 – Talk to Jesus Leszek Możdżer Sextet
- 1996 – Asthmatic Miłość
- 1996 – Facing the Wind – met David Friesen
- 1997 – Live in Sofia – met Adam Pierończyk
- 1999 – Chopin Demain-Impressions
- 1999 – 10 łatwych utworów na fortepian – composities van Zbigniew Preisner
- 2000 – Bosa - met Anna Maria Jopek
- 2002 – Barefoot - met Anna Maria Jopek
- 2002 – Upojenie  met Anna Maria Jopek en Pat Metheny
- 2003 – Impresje na tematy Chopina – Impressions On Chopin
- 2003 – Farat - met Anna Maria Jopek
- 2004 – Birthday Live
- 2004 – Piano
- 2004 – Piano live
- 2004 – Makowicz vs. Możdżer At The Carnegie Hall – met Adam Makowicz
- 2005 – Live in Warsaw – met Adam Klocek
- 2005 – The Time – met Lars Danielsson en Zohar Fresco
- 2006 – Between us and the Light – met Lars Danielsson en Zohar Fresco
- 2007 – ID - met Anna Maria Jopek
- 2007 – Pasodoble – met Lars Danielsson
- 2008 – Live in Gdańsk - met David Gilmour
- 2008 – Firebird V11 - met Phil Manzanera
- 2011 – Komeda
- 2012 - The Last Set - Live at the A-Trane - met Walter Norris
- 2013 - Polska - met Lars Danielsson en Zohar Fresco
- 2013 - Jazz at Berlin Philharmonic I - met Rantala en Michael Wollny
- 2015 - Jazz at Berlin Philharmonic III - met o.a. Lars Danielsson en Zohar Fresco

- Bibsys: 9061932
- Bibliothèque nationale de France: cb140324765 (data)
- Gemeinsame Normdatei: 135028671
- International Standard Name Identifier: 0000 0001 0950 4983
- Library of Congress Control Number: no00101931
- MusicBrainz: cf1f7aee-f413-45b9-be90-ae94f29ff6f4
- Nationale Bibliotheek van Tsjechië: xx0243528
- Nederlandse Thesaurus van Auteursnamen: 192935356
- Réseau des bibliothèques de Suisse occidentale: 02-A016422473
- Système universitaire de documentation: 157841375
- Virtual International Authority File: 5131878
- WorldCat: E39PBJy8xyRcHP8xv47yFDryVC